# Bongi Ntuli
Bongi Ntuli (Pietermaritzburg, 28 de marzo de 1991-Pietermaritzburg, 5 de noviembre de 2023) fue un futbolista sudafricano que jugó en la posición de delantero centro.

## Carrera
Ntuli comenzó su carrera en la Liga Vodacom con Sobantu Shooting Stars antes de unirse al equipo de reserva Golden Arrows. Hizo su debut con Arrows en enero de 2012. Luego se unió a Mamelodi Sundowns en 2014, sin embargo, luchó para ingresar al equipo y seis meses después se unió a AmaZulu en calidad de préstamo. De 2015 a 2018, Ntuli estuvo cedido en Platinum Stars.
En julio de 2018, Ntuli fue a juicio ante el Djurgårdens IF. Esto se debe a que Ntuli y Djurgården no pudieron ponerse de acuerdo sobre las finanzas de su trato. En agosto de 2018, se confirmó que Ntuli se había unido a AmaZulu en calidad de préstamo, y su acuerdo se volvió permanente después de ser parte de un acuerdo de intercambio que lo vio permanecer a bordo con AmaZulu y Emiliano Tade fue por el otro lado y se unió a Sundowns.

## Equipos
| Periodo   | Club                         | Apariciones | Goles |
| --------- | ---------------------------- | ----------- | ----- |
| 2012–2014 | Golden Arrows FC             | 54          | 13    |
| 2014–2019 | Mamelodi Sundowns FC         | 1           | 0     |
| 2015      | → AmaZulu FC (cedido)        | 12          | 6     |
| 2015–2018 | → Platinum Stars FC (cedido) | 63          | 14    |
| 2018      | → AmaZulu FC (cedido)        | 15          | 5     |
| 2019–2023 | AmaZulu FC                   | 85          | 35    |

## Fallecimiento
Bongi Ntuli murió de cáncer en Pietermaritzburg el 5 de noviembre de 2023 a los 32 años. Su último partido había sido el 17 de septiembre de 2023.